# Sais
Sais är det grekiska namnet på en forntida egyptisk stad, belägen vid Sa el-Hagar i Egypten. Stadens fornegyptiska namn var Zau. Platsen ligger i västra Nildeltat.
Sais var tidigt en betydelsefull kultort för gudinnan Neith i det forntida Egypten. Stadens politiska betydelse växte under den Tredje mellantiden då den var huvudort för 24:e dynastin under 700-talet f.Kr. När den 26:e dynastin, även kallad den Saitiska, behärskade Egypten blev Sais kungligt residens och begravningsort. På 400-talet f.Kr. besöktes staden av den grekiska historikern Herodotos.
Arkeologiska utgrävningar i Sa el-Hagar har varit sparsamma. Den första undersökningen genomfördes av den tyska upptäcktsresanden Lepsius vid mitten av 1800-talet och senare av den franska arkeologen Foucart 1898. De flesta fynden är från den 26:e dynastin och stadens tidiga historia är i stort sett okänd.